# Giải vô địch bóng đá bãi biển thế giới 2019
Giải vô địch bóng đá bãi biển thế giới 2019 là giải đấu lần thứ 10 của Giải vô địch bóng đá bãi biển thế giới, giải vô địch bóng đá bãi biển quốc tế hàng đầu dành cho nam của các đội tuyển quốc gia thành viên của FIFA. Nhìn chung, đây là giải đấu lần thứ 20 kể từ khi phiên bản giải đấu của BSWW tổ chức từ năm 1995 đến năm 2004. Đây là lần thứ năm giải đấu được tổ chức hai năm một lần; Giải đấu hiện được tổ chức hai năm một lần sau khi tổ chức hàng năm cho đến năm 2009.
Giải đấu đã được xác nhận công khai vào ngày 3 tháng 11 năm 2017 trong Hội thảo bóng đá bãi biển thường niên của FIFA tại Dubai như một phần của quan hệ đối tác mới được gia hạn giữa FIFA và Liên đoàn bóng đá bãi biển thế giới (BSWW). Vào tháng 10 năm 2018, có thông báo rằng giải đấu sẽ diễn ra tại thành phố Luque (gần thủ đô Asunción), Paraguay từ ngày 21 tháng 11 đến ngày 1 tháng 12 năm 2019. 15 đội tuyển đã vượt qua các giải đấu vòng loại châu lục sơ bộ bắt đầu vào tháng 9 năm 2018 và kết thúc vào tháng 7 năm 2019 để cùng đội chủ nhà tham dự vòng chung kết, trong đó có Belarus là đội duy nhất lần đầu tiên tham dự giải đấu và đáng chú ý là Iran, đội hạng ba của mùa giải trước đã không thể vượt qua vòng loại. Đây là lần đầu tiên Paraguay đăng cai một giải đấu của FIFA, là mùa giải đầu tiên được tổ chức tại Nam Mỹ kể từ năm 2007 và là lần đầu tiên một quốc gia không giáp biển đăng cai sự kiện chính của môn bóng đá bãi biển.
Sau hai trận thua sít sao, đội chủ nhà Paraguay đã bị loại sớm ở vòng bảng. Brasil là đương kim vô địch, nhưng sau đó đã bị loại sau khi để thua Nga ở tứ kết, đây được xem là trận đấu tái hiện kịch bản mùa giải năm 2015, do đó khiến Brasil phải chịu kết quả tệ nhất từ trước đến nay. Bồ Đào Nha đã đánh bại Ý trong trận chung kết để giành chức vô địch lần thứ hai (sau năm 2015) và là danh hiệu vô địch thế giới thứ ba nói chung (bao gồm Giải vô địch bóng đá bãi biển thế giới 2001 của BSWW); Ý đã giành giải á quân lần thứ hai kể từ năm 2008. Lần đầu tiên, các đội tuyển trên bục vinh quang đều là các đội tuyển thuộc châu Âu. Nhật Bản đã giành hạng tư, ngang bằng với thành tích tốt nhất mà đội này từng đạt được trước đó vào năm 2005. Tổng số bàn thắng được ghi là 286 (cùng với mùa giải năm 2006).
Madjer của Bồ Đào Nha đã có lần cuối cùng thi đấu quốc tế tại giải đấu này. Anh là cầu thủ ghi nhiều bàn thắng nhất mọi thời đại của giải đấu, thường được ca ngợi là cầu thủ xuất sắc nhất mọi thời đại, anh đã chính thức tuyên bố giải nghệ ở tuổi 42 sau trận chung kết.

## Lựa chọn chủ nhà
Lịch trình đấu thầu để xác định chủ nhà như sau:
- 14 tháng 6 năm 2018: FIFA mở quá trình đấu thầu.
- 29 tháng 6 năm 2018: Hạn chót để các liên đoàn thành viên tuyên bố quan tâm đăng cai tổ chức với FIFA.
- 6 tháng 7 năm 2018: FIFA gửi tài liệu nêu chi tiết chiến dịch ứng tuyển và các điều kiện tham gia để các liên đoàn thành viên phân tích.
- 27 tháng 7 năm 2018: Hạn chót để các liên đoàn thành viên đồng ý về các điều khoản của tài liệu và nộp hồ sơ dự thầu chính thức.
- 14 tháng 9 năm 2018: Hạn chót để các quốc gia chuẩn bị và nộp hồ sơ dự thầu hoàn chỉnh để FIFA đánh giá.
- 26 tháng 10 năm 2018: FIFA công bố nước chủ nhà.

Các quốc gia được biết là đã tuyên bố quan tâm đến việc đấu thầu để đăng cai giải đấu bao gồm nhưng không giới hạn ở:
- Paraguay[16]
- Úc[17]
- Barbados[17]

Vào ngày 1 tháng 10 năm 2018, Ủy ban tổ chức FIFA đã đề xuất trao quyền đăng cai cho Paraguay vì là quốc gia thành viên duy nhất đưa ra lời đấu thầu chính thức sau giai đoạn tuyên bố quan tâm ban đầu. Việc xác nhận trao quyền đăng cai cho Paraguay đã được công bố tại cuộc họp của Hội đồng FIFA ở Kigali, Rwanda vào ngày 26 tháng 10 năm 2018.

## Vòng loại
Tổng cộng có 16 đội lọt vào vòng chung kết. Ngoài đội chủ nhà Paraguay, còn có 15 đội khác lọt vào vòng chung kết từ sáu giải đấu châu lục khác nhau.
Việc phân bổ suất tham dự cho mỗi liên đoàn đã được quyết định tại cuộc họp của Hội đồng FIFA vào ngày 26 tháng 10 năm 2018.

### Vòng loại khu vực

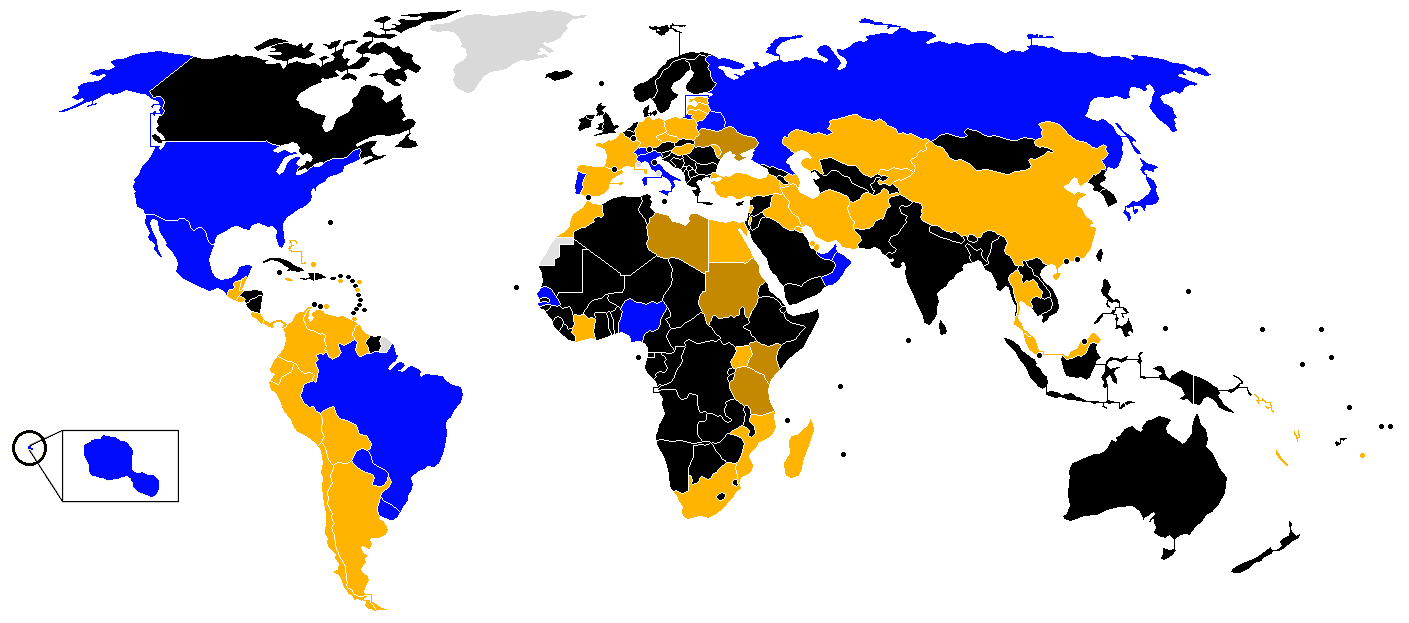
Giành quyền tham dự giải đấu
Không vượt qua vòng loại
Rút lui
Không tham dự
Không phải là thành viên FIFA

Quá trình vòng loại vào vòng chung kết World Cup bắt đầu vào ngày 9 tháng 9 năm 2018 và kết thúc vào ngày 27 tháng 7 năm 2019.
- AFC (3 suất): Vòng loại khu vực châu Á đã diễn ra tại Pattaya, Thái Lan từ ngày 7 đến ngày 17 tháng 3 năm 2019.[22][23]
- CAF (2 suất): Vòng loại khu vực châu Phi đã diễn ra tại Sharm El Sheikh, Ai Cập từ ngày 8 đến ngày 14 tháng 12 năm 2018;[24] Vòng loại sơ bộ diễn ra từ ngày 9 đến ngày 22 tháng 9 năm 2018.
- CONCACAF (2 suất): Vòng loại khu vực Bắc Mỹ đã diễn ra tại Puerto Vallarta, México từ ngày 13 đến ngày 19 tháng 5 năm 2019.[25]
- CONMEBOL (2 suất + chủ nhà): Vòng loại khu vực Nam Mỹ đã diễn ra tại Rio de Janeiro, Brasil từ ngày 28 tháng 4 đến ngày 5 tháng 5 năm 2019.[26]
- OFC (1 suất): Vòng loại khu vực Châu Đại Dương diễn ra tại Papeete, Tahiti từ ngày 17 đến ngày 22 tháng 6 năm 2019.[27][28]
- UEFA (5 suất): Vòng loại khu vực châu Âu đã diễn ra tại Moskva, Nga từ ngày 19 đến ngày 27 tháng 7 năm 2019.[29][30]

### Các đội tuyển vượt qua vòng loại
Lưu ý: Tất cả số liệu thống kê về số lần ra sân bên dưới chỉ bao gồm kỷ nguyên FIFA (từ năm 2005); xem: Số lần ra sân của đội tuyển quốc gia tại Giải vô địch bóng đá bãi biển thế giới để biết thêm số liệu thống kê về kỷ nguyên trước FIFA (1995–2004).
| Liên đoàn                          | Giải đấu loại                                                         | Đội tuyển  | Lần tham dự | Tham dự lần cuối | Thành tích tốt nhất                      |
| ---------------------------------- | --------------------------------------------------------------------- | ---------- | ----------- | ---------------- | ---------------------------------------- |
| AFC (châu Á)                       | Giải vô địch bóng đá bãi biển châu Á 2019                             | Nhật Bản   | 10          | 2017             | Hạng tư (2005)                           |
| AFC (châu Á)                       | Giải vô địch bóng đá bãi biển châu Á 2019                             | Oman       | 3           | 2015             | Vòng bảng (2011, 2015)                   |
| AFC (châu Á)                       | Giải vô địch bóng đá bãi biển châu Á 2019                             | UAE        | 6           | 2017             | Vòng bảng (2007, 2008, 2009, 2013, 2017) |
| CAF (châu Phi)                     | Cúp bóng đá bãi biển châu Phi 2018                                    | Nigeria    | 6           | 2017             | Tứ kết (2007, 2011)                      |
| CAF (châu Phi)                     | Cúp bóng đá bãi biển châu Phi 2018                                    | Sénégal    | 7           | 2017             | Tứ kết (2007, 2011, 2017)                |
| CONCACAF (Bắc, Trung Mỹ và Caribe) | Giải vô địch bóng đá bãi biển CONCACAF 2019                           | México     | 6           | 2017             | Á quân (2007)                            |
| CONCACAF (Bắc, Trung Mỹ và Caribe) | Giải vô địch bóng đá bãi biển CONCACAF 2019                           | Hoa Kỳ     | 5           | 2013             | Vòng bảng (2005, 2006, 2007, 2013)       |
| CONMEBOL (Nam Mỹ)                  | Chủ nhà                                                               | Paraguay   | 4           | 2017             | Tứ kết (2017)                            |
| CONMEBOL (Nam Mỹ)                  | Vòng loại Giải vô địch bóng đá bãi biển thế giới 2019 khu vực Nam Mỹ  | Brasil     | 10          | 2017             | Vô địch (2006, 2007, 2008, 2009, 2017)   |
| CONMEBOL (Nam Mỹ)                  | Vòng loại Giải vô địch bóng đá bãi biển thế giới 2019 khu vực Nam Mỹ  | Uruguay    | 6           | 2009             | Á quân (2006)                            |
| OFC (châu Đại Dương)               | Cúp bóng đá bãi biển châu Đại Dương 2019                              | Tahiti     | 5           | 2017             | Á quân (2015, 2017)                      |
| UEFA (châu Âu)                     | Vòng loại Giải vô địch bóng đá bãi biển thế giới 2019 khu vực châu Âu | Belarus    | 1           | Không có         | Lần đầu                                  |
| UEFA (châu Âu)                     | Vòng loại Giải vô địch bóng đá bãi biển thế giới 2019 khu vực châu Âu | Ý          | 8           | 2017             | Á quân (2008)                            |
| UEFA (châu Âu)                     | Vòng loại Giải vô địch bóng đá bãi biển thế giới 2019 khu vực châu Âu | Nga        | 7           | 2015             | Vô địch (2011, 2013)                     |
| UEFA (châu Âu)                     | Vòng loại Giải vô địch bóng đá bãi biển thế giới 2019 khu vực châu Âu | Thụy Sĩ    | 5           | 2017             | Á quân (2009)                            |
| UEFA (châu Âu)                     | Vòng loại Giải vô địch bóng đá bãi biển thế giới 2019 khu vực châu Âu | Bồ Đào Nha | 9           | 2017             | Vô địch (2015)                           |

## Địa điểm
Một địa điểm đã được sử dụng ở thành phố Luque, một phần của khu vực Greater Asunción trong khuôn viên của trụ sở chính Ủy ban Olympic Paraguay.
Sân vận động được xây dựng có mục đích cho giải đấu, được xây dựng từ tháng 1 đến tháng 8 năm 2019. Sân vận động đã được chính thức khai trương bởi chủ tịch FIFA Gianni Infantino vào ngày 9 tháng 11 năm 2019 dưới biệt danh 'Los Pynandi' có nghĩa là "chân trần" trong tiếng Guarani. Hiệp hội bóng đá Paraguay (APF) và FIFA đã tài trợ 1,5 triệu USD chi phí cho kết cấu bê tông. Sân vận động chính được bổ sung thêm ba sân tập ngoài trời có đèn pha nằm liền kề.
| Sân vận động Los Pynandi                        |
| 25°15′23,7″N 57°31′54,11″T / 25,25°N 57,51667°T |
| Sức chứa: 2,820                                 |
|                                                 |

## Tổ chức
Sau đây là những cột mốc quan trọng trong quá trình tổ chức giải đấu (không thuộc về các phần khác):
- Ngân sách 8 triệu USDcho giải đấu đã được phê duyệt tại cuộc họp của Hội đồng FIFA tại Bogotá, Colombia vào ngày 16 tháng 3 năm 2018.[36] Vào tháng 3 năm 2021, chi phí cuối cùng được báo cáo là thấp hơn ngân sách ở mức 6,1 triệu đô la Mỹ.[37]
- Các đại biểu của FIFA đã đến thăm khu liên hợp World Cup được đề xuất, gặp gỡ các thành viên của Hiệp hội bóng đá Paraguay (APF) lần đầu tiên vào ngày 15 tháng 11 năm 2018.[38]
- Ngày diễn ra giải đấu đã được xác nhận tại cuộc họp của Hội đồng FIFA tại Miami, Hoa Kỳ vào ngày 15 tháng 3 năm 2019.[39]
- Ủy ban tổ chức địa phương (LOC) và các quan chức FIFA đã tổ chức cuộc họp đầu tiên, sau đó họ cũng tiến hành kiểm tra địa điểm lần thứ hai vào ngày 16 tháng 7 năm 2019.[40]
- Biểu trưng và bóng thi đấu chính thức, biểu trưng trước đây được thiết kế lấy cảm hứng từ Ñandutí, một hình thức thêu ren truyền thống của Paraguay, đã được công bố tại Trung tâm Hội nghị Liên đoàn bóng đá Nam Mỹ ở Asuncion vào ngày 18 tháng 7 năm 2019.[41]
- Cuộc họp "phối hợp" có sự tham dự của Ủy ban tổ chức địa phương, các đại biểu FIFA và đại diện của 16 đội tuyển tham dự được tổ chức tại Khách sạn Bourbon Asunción Convention vào ngày 13 tháng 9 năm 2019.[42]
- Việc công nhận báo chí diễn ra trong tháng 10 năm 2019 với thời hạn đăng ký phê duyệt thông qua Kênh truyền thông FIFA là ngày 31 tháng 10.[43]
- Vé đã được bán trực tuyến cho công chúng vào ngày 25 tháng 10 năm 2019.[44]
- Tigo Paraguay, Visión Banco và Cerveza Pilsen lần lượt được công bố là đơn vị hỗ trợ tổ chức của giải đấu vào ngày 14, 19 và 20 tháng 11 năm 2019.[45][46][47]
- Áp phích quảng cáo chính thức được thiết kế để "gây suy nghĩ" và thu hút sự chú ý ngay lập tức, dựa trên các đặc điểm văn hóa của Guaraní về lông vũ và họa tiết hình tam giác và hình thoi bản địa của Paraguay đã được công bố vào ngày 19 tháng 11 năm 2019.[48] Việc tiếp thị giải đấu tại địa phương, bao gồm việc chỉ xuất bản áp phích 48 giờ trước khi giải đấu bắt đầu đã nhận phải nhiều lời chỉ trích.[49]

## Trọng tài
FIFA đã chọn ra 24 trọng tài từ 24 quốc gia khác nhau để điều hành các trận đấu tại World Cup, danh sách đã được công bố vào ngày 29 tháng 10 năm 2019. Có ít nhất một trọng tài đại diện cho mỗi liên đoàn trong số sáu liên đoàn: 4 trọng tài từ AFC, 3 trọng tài từ CAF, 5 trọng tài từ CONMEBOL, 3 trọng tài từ CONCACAF, 1 trọng tài từ OFC và 8 trọng tài từ UEFA.
Số trận đấu nhiều nhất mà một trọng tài điều hành là 7 trận (Domínguez, Ostrowski, Benchabane, González, Ángeles, Namazov, Mammadov); tuy nhiên, Ivo Moraes mới là người điều hành nhiều trận đấu nhất với tư cách là trọng tài chính (3 trận), bao gồm cả trận chung kết. Chỉ có Hugo Pado và Sergio Soares không được chỉ định làm trọng tài đầu tiên của bất kỳ trận đấu nào, người sau cũng là người điều hành ít trận đấu nhất (một).
| Liên đoàn | Trọng tài          | Tuổi | Đạt tiêu chuẩn |
| --------- | ------------------ | ---- | -------------- |
| AFC       | Ebrahim Al-Mansory | 46   | 2009           |
| AFC       | Suhaimi Mat Hassan | 43   | 2010           |
| AFC       | Bakhtiyor Namazov  | 45   | 2009           |
| AFC       | Shao Liang         | 40   | 2013           |
| CAF       | Hany Farouk        | 32   | 2015           |
| CAF       | Said Hachim        | 40   | 2010           |
| CAF       | Adil Ouchker       | 36   | 2013           |
| CONCACAF  | Juan Ángeles       | 40   | 2012           |
| CONCACAF  | Gumercindo Batista | 39   | 2012           |
| CONCACAF  | Gonzalo Carballo   | 37   | 2014           |
| CONMEBOL  | Gustavo Domínguez  | 41   | 2012           |
| CONMEBOL  | Aecio Fernández    | 36   | 2018           |
| CONMEBOL  | Ivo Moraes         | 42   | 2005           |
| CONMEBOL  | Mariano Romo       | 38   | 2013           |
| CONMEBOL  | Alex Valdiviezo    | 40   | 2012           |

| Liên đoàn           | Trọng tài | Tuổi | Đạt tiêu chuẩn |
| ------------------- | --------- | ---- | -------------- |
| OFC                 | Hugo Pado | 39   | 2010           |
| UEFA                |           |      |                |
| Sofien Benchabane   | 35        | 2011 |                |
| Roman Borisov       | 38        | 2014 |                |
| Sergio Gomes Soares | 40        | 2014 |                |
| Vitalij Gomolko     | 30        | 2015 |                |
| Raúl González       | 31        | 2016 |                |
| Ingilab Mammadov    | 36        | 2012 |                |
| Gionni Matticoli    | 44        | 2012 |                |
| Łukasz Ostrowski    | 33        | 2012 |                |

## Bốc thăm
Lễ bốc thăm diễn ra vào lúc 19:30 PYT (UTC−4) ngày 13 tháng 9 năm 2019 tại Trung tâm Hội nghị Liên đoàn bóng đá Nam Mỹ, Asunción, Paraguay với 16 đội được chia thành 4 bảng, mỗi bảng 4 đội. Lễ bốc thăm có sự góp mặt của Roberto Acuna của Paraguay và Júnior của Brasil tham gia hỗ trợ, cả hai đều từng đại diện cho đội tuyển quốc gia của mình tại World Cup ở cả môn bóng đá và bóng đá bãi biển. Chủ tịch CONMEBOL, Alejandro Domínguez và chủ tịch Hiệp hội bóng đá Paraguay (APF), Robert Harrison cũng tham gia buổi thuyết trình.
Để tiến hành bốc thăm, các đội được chia thành 4 nhóm, mỗi nhóm gồm 4 đội. Các đội được phân bổ vào các nhóm tương ứng dựa trên thành tích trước đó tại các mùa giải gần đây. và các giải đấu vòng loại tương ứng. Ban đầu, hai đội từ Nhóm 1 được tự động phân bổ vào các bảng đấu – Paraguay với tư cách là chủ nhà được phân vào vị trí A1 và Brasil với tư cách là nhà đương kim vô địch được phân vào vị trí D1. Các đội từ cùng một liên đoàn không được xếp vào cùng một bảng, ngoại trừ UEFA, trong đó một bảng được phép có hai đội, vì UEFA có 5 đội đại diện.
| Nhóm 1 | Nhóm 2                                | Nhóm 3                             | Nhóm 4                              |
| --- | ------------------------------------- | ---------------------------------- | ----------------------------------- |
| - Paraguay (chủ nhà; được phân bổ vào A1) - Brasil (đương kim vô địch; được phân bổ vào D1) - Nga - Tahiti | - Ý - Bồ Đào Nha - Nhật Bản - Sénégal | - Thụy Sĩ - México - Nigeria - UAE | - Oman - Hoa Kỳ - Uruguay - Belarus |

## Đội hình
Mỗi đội phải đăng ký một đội hình sơ bộ gồm từ 12 đến 18 cầu thủ. Từ đội hình sơ bộ này, đội phải đăng ký một đội hình chính thức gồm 12 cầu thủ (trong đó phải có 2 thủ môn) trước thời hạn chót của FIFA. Các cầu thủ trong đội hình chính thức có thể được thay thế bằng một cầu thủ trong đội hình sơ bộ do chấn thương nghiêm trọng hoặc bệnh tật trong vòng 24 giờ trước khi trận đấu đầu tiên của đội bắt đầu.
Đội hình bao gồm một số cầu thủ nổi tiếng, những người đã có trận đấu bóng đá bãi biển quốc tế cuối cùng tại giải đấu này và tuyên bố giải nghệ sau khi giải đấu kết thúc. Trong số này có Madjer − đội trưởng đội tuyển Bồ Đào Nha và nhà vô địch thế giới ba lần (ra mắt năm 1998, 583 lần khoác áo), Moritz "Mo" Jaeggy − đội trưởng đội tuyển Thụy Sĩ và á quân năm 2009 (ra mắt năm 2003, 355 lần khoác áo) và anh trai anh, Valentin Jaeggy (ra mắt năm 2005, 321 lần khoác áo).

## Vòng bảng
Mỗi đội được 3 điểm cho một trận thắng trong thời gian thi đấu chính thức, 2 điểm cho một trận thắng trong hiệp phụ, 1 điểm cho một trận thắng trong loạt sút luân lưu và không có điểm nào cho một trận thua. Hai đội đứng đầu mỗi bảng sẽ vào tứ kết.
Tất cả các trận đấu diễn ra theo giờ địa phương, PYST (UTC−3).

### Các tiêu chí vòng bảng
Xếp hạng của các đội ở vòng bảng được xác định như sau:
1. Điểm đạt được trong tất cả các trận đấu vòng bảng;
2. Hiệu số bàn thắng thua trong tất cả các trận đấu vòng bảng;
3. Số bàn thắng được ghi trong tất cả các trận đấu vòng bảng;
4. Điểm đạt được trong các trận đấu giữa các đội được đề cập;
5. Hiệu số bàn thắng thua trong các trận đấu giữa các đội được đề cập;
6. Số bàn thắng được ghi trong các trận đấu giữa các đội được đề cập;
7. Điểm kỷ luật trong tất cả các trận đấu vòng bảng (chỉ được trừ một lần cho một cầu thủ trong một trận đấu):   - Thẻ vàng: −1 điểm;
  - Thẻ đỏ gián tiếp (thẻ vàng thứ hai): −3 điểm;
  - Thẻ đỏ trực tiếp: −4 điểm;
  - Thẻ vàng và thẻ đỏ trực tiếp: −5 điểm;
8. Bốc thăm.

### Bảng A
| VT | Đội          | Tr | T | T+ | TLL | B | BT | BB | BHS | Đ | Giành quyền tham dự     |
| -- | ------------ | -- | - | -- | --- | - | -- | -- | --- | - | ----------------------- |
| 1  | Nhật Bản     | 3  | 3 | 0  | 0   | 0 | 14 | 10 | +4  | 9 | Vòng đấu loại trực tiếp |
| 2  | Thụy Sĩ      | 3  | 1 | 1  | 0   | 1 | 18 | 17 | +1  | 5 | Vòng đấu loại trực tiếp |
| 3  | Paraguay (H) | 3  | 1 | 0  | 0   | 2 | 15 | 13 | +2  | 3 |                         |
| 4  | Hoa Kỳ       | 3  | 0 | 0  | 0   | 3 | 10 | 17 | −7  | 0 |                         |

| Thụy Sĩ                                                                      | 8–6      | Hoa Kỳ                                                                        |
| ---------------------------------------------------------------------------- | -------- | ----------------------------------------------------------------------------- |
| - Stankovic 1', 14' - Hodel 6' - Ott 10', 32', 33' - Mounoud 21' - Borer 27' | Chi tiết | - Leopoldo 2' (ph.đ.) - Perera 15', 32' - Reyes 27', 27' (ph.đ.) - Santos 30' |

| Paraguay                                      | 4–5      | Nhật Bản                                        |
| --------------------------------------------- | -------- | ----------------------------------------------- |
| - Carballo 22', 34' - Morán 28' - Barreto 32' | Chi tiết | - Okuyama 13' - Ozu 16', 27' - Akaguma 24', 36' |

| Hoa Kỳ                      | 3–4      | Nhật Bản                                |
| --------------------------- | -------- | --------------------------------------- |
| - Canale 9', 33' - Toth 20' | Chi tiết | - Ozu 9', 33' - Matsuo 13' - Tabata 30' |

| Paraguay                                                               | 6–7 (s.h.p.) | Thụy Sĩ                                                                             |
| ---------------------------------------------------------------------- | ------------ | ----------------------------------------------------------------------------------- |
| - Y. Rolón 8' - J. Rolón 28', 29' (ph.đ.), 38' - Ojeda 32' - Morán 34' | Chi tiết     | - Ostgen 2' - Ott 12' - Hodel 19' - Stankovic 22', 37', 39' (ph.đ.) - M. Jaeggy 32' |

| Nhật Bản                                          | 5–3      | Thụy Sĩ                                |
| ------------------------------------------------- | -------- | -------------------------------------- |
| - Akaguma 2', 8' - Oba 21' - Ozu 21' - Komaki 29' | Chi tiết | - Ott 10' - Stankovic 33' (ph.đ.), 35' |

| Hoa Kỳ         | 1–5      | Paraguay                                                                    |
| -------------- | -------- | --------------------------------------------------------------------------- |
| - Leopoldo 30' | Chi tiết | - Morán 9' - J. Rolón 11' - Barreto 23' - Carballo 24' (ph.đ.) - Ovelar 30' |

### Bảng B
| VT | Đội     | Tr | T | T+ | TLL | B | BT | BB | BHS | Đ | Giành quyền tham dự     |
| -- | ------- | -- | - | -- | --- | - | -- | -- | --- | - | ----------------------- |
| 1  | Ý       | 3  | 2 | 0  | 0   | 1 | 21 | 10 | +11 | 6 | Vòng đấu loại trực tiếp |
| 2  | Uruguay | 3  | 2 | 0  | 0   | 1 | 9  | 9  | 0   | 6 | Vòng đấu loại trực tiếp |
| 3  | Tahiti  | 3  | 2 | 0  | 0   | 1 | 16 | 17 | −1  | 6 |                         |
| 4  | México  | 3  | 0 | 0  | 0   | 3 | 3  | 13 | −10 | 0 |                         |

| Ý                                                                                                  | 12–4     | Tahiti                                               |
| -------------------------------------------------------------------------------------------------- | -------- | ---------------------------------------------------- |
| - Gori 2', 6', 13', 32' (ph.đ.), 36' - Corosiniti 9', 10' - Zurlo 18', 18', 29', 33' - Montani 30' | Chi tiết | - Teriitau 4' - Chan-Kat 12' - Li Fung Kuee 13', 26' |

| Uruguay       | 1–0      | México |
| ------------- | -------- | ------ |
| - Laduche 36' | Chi tiết |        |

| Tahiti                                                                            | 6–1      | México         |
| --------------------------------------------------------------------------------- | -------- | -------------- |
| - Chan-Kat 12', 22' - Teriitau 21' (ph.đ.) - Labaste 27' - Taiarui 29' - Tepa 35' | Chi tiết | - Vizcarra 25' |

| Uruguay                                            | 4–3      | Ý                  |
| -------------------------------------------------- | -------- | ------------------ |
| - Laens 7' - Costa 17' - Laduche 20' - Miranda 27' | Chi tiết | - Gori 4', 7', 36' |

| México                       | 2–6      | Ý                                        |
| ---------------------------- | -------- | ---------------------------------------- |
| - Sámano 26' - Maldonado 29' | Chi tiết | - Gori 3', 9', 13', 14', 22' - Zurlo 23' |

| Tahiti                                                                | 6–4      | Uruguay                                     |
| --------------------------------------------------------------------- | -------- | ------------------------------------------- |
| - Teriitau 3' - Tepa 10', 30' - Tehau 14' - Labaste 22' - Taiarui 26' | Chi tiết | - Bella 5', 34' - Laduche 27' - Capurro 30' |

### Bảng C
| VT | Đội     | Tr | T | T+ | TLL | B | BT | BB | BHS | Đ | Giành quyền tham dự     |
| -- | ------- | -- | - | -- | --- | - | -- | -- | --- | - | ----------------------- |
| 1  | Sénégal | 3  | 2 | 0  | 0   | 1 | 17 | 11 | +6  | 6 | Vòng đấu loại trực tiếp |
| 2  | Nga     | 3  | 2 | 0  | 0   | 1 | 14 | 14 | 0   | 6 | Vòng đấu loại trực tiếp |
| 3  | Belarus | 3  | 1 | 0  | 0   | 2 | 10 | 13 | −3  | 3 |                         |
| 4  | UAE     | 3  | 1 | 0  | 0   | 2 | 6  | 9  | −3  | 3 |                         |

| Sénégal                                                                | 7–8      | Nga                                                                                  |
| ---------------------------------------------------------------------- | -------- | ------------------------------------------------------------------------------------ |
| - Diassy 5', 17' - Fall 15', 33' - Mendy 26' - Diagne 29', 34' (ph.đ.) | Chi tiết | - Thioune 1' (l.n.) - Nikonorov 4', 34' - Zemskov 8', 31', 32' - Paporotnyi 23', 34' |

| Belarus                                                          | 5–1      | UAE            |
| ---------------------------------------------------------------- | -------- | -------------- |
| - Savich 4' - Makarevich 19' - Samsonov 29' - Bryshtsel 31', 32' | Chi tiết | - A. Beshr 26' |

| Nga              | 1–4      | UAE                                                                   |
| ---------------- | -------- | --------------------------------------------------------------------- |
| - Paporotnyi 19' | Chi tiết | - Al-Jasmi 2' - A. Mohammad 23' - Muntaser 32' (ph.đ.) - W. Beshr 33' |

| Belarus                     | 2–7      | Sénégal                                                 |
| --------------------------- | -------- | ------------------------------------------------------- |
| - Hapon 15' - Bryshtsel 30' | Chi tiết | - Mendy 6', 25' - Diatta 7' - Diagne 27', 29', 29', 32' |

| UAE         | 1–3      | Sénégal                              |
| ----------- | -------- | ------------------------------------ |
| - Karim 32' | Chi tiết | - Sylla 27' - Diatta 28' - Mendy 30' |

| Nga                                                  | 5–3      | Belarus                                       |
| ---------------------------------------------------- | -------- | --------------------------------------------- |
| - Nikonorov 6', 16', 34' - Zemskov 14' - Shishin 36' | Chi tiết | - Hapon 5' - Bryshtsel 7' - Kanstantsinau 10' |

### Bảng D
| VT | Đội        | Tr | T | T+ | TLL | B | BT | BB | BHS | Đ | Giành quyền tham dự     |
| -- | ---------- | -- | - | -- | --- | - | -- | -- | --- | - | ----------------------- |
| 1  | Brasil     | 3  | 3 | 0  | 0   | 0 | 29 | 11 | +18 | 9 | Vòng đấu loại trực tiếp |
| 2  | Bồ Đào Nha | 3  | 2 | 0  | 0   | 1 | 20 | 11 | +9  | 6 | Vòng đấu loại trực tiếp |
| 3  | Oman       | 3  | 1 | 0  | 0   | 2 | 9  | 16 | −7  | 3 |                         |
| 4  | Nigeria    | 3  | 0 | 0  | 0   | 3 | 8  | 28 | −20 | 0 |                         |

| Bồ Đào Nha | 10–1     | Nigeria   |
| --- | -------- | --------- |
| - Belchior 13', 25' - Jordan 14' - Torres 15', 32' (ph.đ.), 33' - Coimbra 24', 34' - L. Martins 24' - Madjer 36' | Chi tiết | - Abu 12' |

| Brasil                                                                               | 8–2      | Oman                                 |
| ------------------------------------------------------------------------------------ | -------- | ------------------------------------ |
| - Bokinha 4' (ph.đ.), 11' - Mauricinho 6', 19', 29' - Filipe 12', 32' - Catarino 35' | Chi tiết | - Al-Zadjali 8' - Sa. Al-Bulushi 33' |

| Nigeria                                          | 5–6      | Oman                                                                                       |
| ------------------------------------------------ | -------- | ------------------------------------------------------------------------------------------ |
| - Ogbonna 11', 15', 26' - Taiwo 27' - Igudia 31' | Chi tiết | - Al-Farsi 5', 20' - Al-Sinani 8' - Mu. Al-Araimi 20' - Sa. Al-Bulushi 24' - Al-Oraimi 28' |

| Brasil | 9–7      | Bồ Đào Nha                                                                       |
| --- | -------- | -------------------------------------------------------------------------------- |
| - Mauricinho 1' - Xavier 13' - Catarino 13' - Bokinha 17', 18' - Coimbra 19' (l.n.) - Rodrigo 20' - Filipe 30' (ph.đ.) - Datinha 36' | Chi tiết | - Jordan 9', 28' - Coimbra 12', 28' - L. Martins 16', 22' - Belchior 23' (ph.đ.) |

| Oman           | 1–3      | Bồ Đào Nha                                     |
| -------------- | -------- | ---------------------------------------------- |
| - Al-Sinani 9' | Chi tiết | - Coimbra 5' - B. Martins 21' - L. Martins 28' |

| Nigeria                | 2–12     | Brasil |
| ---------------------- | -------- | --- |
| - Ekujumi 9' - Abu 17' | Chi tiết | - Mauricinho 4' - Lucão 6', 19' - Rodrigo 16', 25', 27' - Rafinha 29' - Bokinha 29' (ph.đ.), 35' - Xavier 32' - Catarino 33' - Filipe 34' |

## Vòng đấu loại trực tiếp

### Sơ đồ

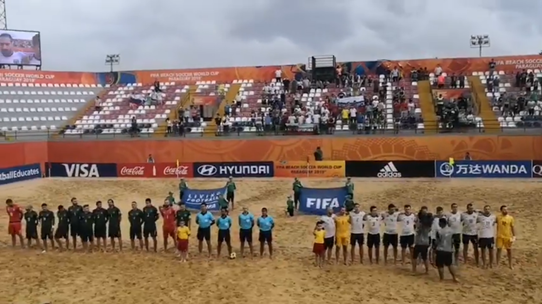
Trận đấu giữa Ý và Nga – toàn cảnh trước trận đấu của các đội xếp hàng chào cờ trước trận bán kết.

Nguồn: FIFA
|  | Tứ kết              | Tứ kết              |                     |       | Bán kết       | Bán kết       |  |  | Chung kết | Chung kết |
|  |                     |                     |                     |       |               |               |  |  |           |           |
|  | 28 tháng 11 – Luque |                     |                     |       |               |               |  |  |           |           |
|  |                     |                     |                     |       |               |               |  |  |           |           |
|  | Ý                   | 5                   |                     |       |               |               |  |  |           |           |
|  | Ý                   | 5                   | 30 tháng 11 – Luque |       |               |               |  |  |           |           |
|  | Thụy Sĩ             | 4                   |                     |       |               |               |  |  |           |           |
|  | Thụy Sĩ             | 4                   | Ý (s.h.p.)          | 8     |               |               |  |  |           |           |
|  | 28 tháng 11 – Luque |                     | Ý (s.h.p.)          | 8     |               |               |  |  |           |           |
|  |                     | Nga                 | 7                   |       |               |               |  |  |           |           |
|  | Brasil              | Nga                 | 7                   | 3     |               |               |  |  |           |           |
|  | Brasil              |                     | 1 tháng 12 – Luque  | 3     |               |               |  |  |           |           |
|  | Nga                 | 4                   |                     |       |               |               |  |  |           |           |
|  | Nga                 | 4                   | Ý                   | 4     |               |               |  |  |           |           |
|  | 28 tháng 11 – Luque |                     | Ý                   | 4     |               |               |  |  |           |           |
|  |                     | Bồ Đào Nha          | 6                   |       |               |               |  |  |           |           |
|  | Nhật Bản            | Bồ Đào Nha          | 6                   | 3     |               |               |  |  |           |           |
|  | Nhật Bản            | 30 tháng 11 – Luque |                     | 3     |               |               |  |  |           |           |
|  | Uruguay             | 2                   |                     |       |               |               |  |  |           |           |
|  | Uruguay             | 2                   | Nhật Bản            | 3 (1) |               |               |  |  |           |           |
|  | 28 tháng 11 – Luque |                     | Nhật Bản            | 3 (1) |               |               |  |  |           |           |
|  |                     | Bồ Đào Nha (p)      | 3 (2)               |       | Tranh hạng ba | Tranh hạng ba |  |  |           |           |
|  | Sénégal             | Bồ Đào Nha (p)      | 3 (2)               | 2     | Tranh hạng ba | Tranh hạng ba |  |  |           |           |
|  | Sénégal             |                     | 1 tháng 12 – Luque  | 2     |               |               |  |  |           |           |
|  | Bồ Đào Nha          | 4                   |                     |       |               |               |  |  |           |           |
|  | Bồ Đào Nha          | 4                   | Nga                 | 5     |               |               |  |  |           |           |
|  |                     |                     |                     |       |               |               |  |  |           |           |
|  | Nhật Bản            | 4                   |                     |       |               |               |  |  |           |           |
|  | Nhật Bản            | 4                   |                     |       |               |               |  |  |           |           |

### Tứ kết
| Brasil                     | 3–4      | Nga                                           |
| -------------------------- | -------- | --------------------------------------------- |
| - Rodrigo 1', 13' - Mão 5' | Chi tiết | - Zemskov 2' - Shishin 20' - Romanov 24', 31' |

| Sénégal                | 2–4      | Bồ Đào Nha                                                        |
| ---------------------- | -------- | ----------------------------------------------------------------- |
| - Sylla 3' - Mendy 36' | Chi tiết | - Jordan 8' - Diassy 20' (l.n.) - L. Martins 22' - B. Martins 32' |

| Ý                                                     | 5–4      | Thụy Sĩ                                   |
| ----------------------------------------------------- | -------- | ----------------------------------------- |
| - Gentilin 8' - Zurlo 24', 31', 36' - Ramacciotti 25' | Chi tiết | - Ott 5', 10' - M. Jaeggy 20' - Borer 31' |

| Nhật Bản                            | 3–2      | Uruguay                             |
| ----------------------------------- | -------- | ----------------------------------- |
| - Oba 8' - Okuyama 11' - Tabata 16' | Chi tiết | - Laduche 20' (ph.đ.) - Capurro 36' |

### Bán kết
Trận bán kết bị hoãn do mưa lớn và gió mạnh, người hâm mộ không thể đến xem các trận đấu.
| Ý                                                                                    | 8–7 (s.h.p.) | Nga                                                                   |
| ------------------------------------------------------------------------------------ | ------------ | --------------------------------------------------------------------- |
| - Corosiniti 9' - Ramacciotti 10', 15', 27' - Gori 25', 25', 31' - Zurlo 37' (ph.đ.) | Chi tiết     | - Novikov 4' - Makarov 14', 35' - Zemskov 22', 24' - Romanov 25', 31' |

| Nhật Bản                               | 3–3 (s.h.p.) | Bồ Đào Nha                            |
| -------------------------------------- | ------------ | ------------------------------------- |
| - Ozu 11' - Yamauchi 13' - Akaguma 36' | Chi tiết     | - L. Martins 2' - B. Martins 29', 31' |
| Loạt sút luân lưu                      |              |                                       |
| - Ozu - Yamauchi - Tabata              | 1–2          | - Madjer - Coimbra                    |

### Tranh hạng ba
| Nga                                               | 5–4      | Nhật Bản                             |
| ------------------------------------------------- | -------- | ------------------------------------ |
| - Zemskov 8', 23', 29' - Novikov 8' - Makarov 26' | Chi tiết | - Akaguma 4', 8' - Ozu 12' - Oba 23' |

### Chung kết
| Ý                                                | 4–6      | Bồ Đào Nha                                                 |
| ------------------------------------------------ | -------- | ---------------------------------------------------------- |
| - Zurlo 6' - Ramacciotti 31', 36' - Gentilin 31' | Chi tiết | - L. Martins 8', 28' - Jordan 18', 26', 35' - Lourenço 18' |

## Giải thưởng
Sau trận chung kết, FIFA đã trao các giải thưởng cá nhân cho ba cầu thủ xuất sắc nhất giải đấu, ba cầu thủ ghi nhiều bàn thắng nhất và thủ môn xuất sắc nhất. Ngoài ra, một giải thưởng tập thể cũng được trao cho đội có số điểm kỷ luật cao nhất. Sau đó, cúp vô địch đã được trao cho Bồ Đào Nha.

### Vô địch
| Giải vô địch bóng đá bãi biển thế giới 2019                 |
| ----------------------------------------------------------- |
| · Bồ Đào Nha · Lần thứ 2 · Danh hiệu vô địch thế giới thứ 3 |

### Giải thưởng cá nhân
Cùng với những người chiến thắng cuối cùng của giải thưởng quả bóng vàng, bạc và đồng, Takuya Akaguma (Nhật Bản), Rui Coimbra (Bồ Đào Nha), Gabriele Gori (Ý), Boris Nikonorov (Nga), Artur Paporotnyi (Nga), Fedor Zemskov (Nga) và Emmanuele Zurlo (Ý) cũng được công bố là những ứng cử viên cho giải thưởng này trong danh sách rút gọn gồm 10 người ban đầu.
Các giải thưởng cá nhân đều được tài trợ bởi Adidas, ngoại trừ Giải phong cách FIFA.
Bàn thắng ấn tượng của giải đấu được quyết định thông qua cuộc bình chọn công khai trực tuyến, trong đó có 10 lựa chọn. Cuộc bình chọn kết thúc vào lúc 14:00 GMT ngày 9 tháng 12.
| Quả bóng vàng                            | Quả bóng bạc                               | Quả bóng đồng                            |
| ---------------------------------------- | ------------------------------------------ | ---------------------------------------- |
| Ozu Moreira                              | Jordan Santos                              | Bê Martins                               |
| Chiếc giày vàng                          | Chiếc giày bạc                             | Chiếc giày đồng                          |
| Gabriele Gori (16 bàn thắng, 0 kiến tạo) | Emmanuele Zurlo (10 bàn thắng, 1 kiến tạo) | Fedor Zemskov (10 bàn thắng, 0 kiến tạo) |
| Găng tay vàng                            |                                            |                                          |
| Elinton Andrade                          |                                            |                                          |
| Giải phong cách FIFA                     |                                            |                                          |
| Sénégal                                  |                                            |                                          |
| Bàn thắng ấn tượng nhất                  |                                            |                                          |
| Emmanuele Zurlo; trong trận gặp Thụy Sĩ  |                                            |                                          |

## Thống kê

### Cầu thủ ghi bàn
Với 16 bàn thắng, tiền đạo người Ý Gabriele Gori đã giành danh hiệu vua phá lưới trong mùa giải thứ hai liên tiếp, một thành tích chỉ đạt được một lần trước đó của Madjer trong kỷ nguyên World Cup của FIFA vào năm 2005 và 2006. Không ghi được bàn thắng nào ở mùa giải trước, Madjer đã ghi một bàn thắng tại mùa giải này (đây cũng là bàn thắng cuối cùng của anh tại World Cup sau khi giải nghệ) để nâng tổng số bàn thắng kỷ lục của anh tại các kỳ World Cup của FIFA lên 88 (và 140 tại tất cả các giải vô địch thế giới).
104 cầu thủ khác nhau đã ghi bàn tại giải đấu này.
16 bàn thắng
- Gabriele Gori

10 bàn thắng
- Emmanuele Zurlo
- Fedor Zemskov

8 bàn thắng
- Léo Martins

7 bàn thắng
- Takuya Akaguma
- Ozu Moreira
- Jordan Santos
- Noël Ott
- Dejan Stankovic

6 bàn thắng
- Bokinha
- Rodrigo
- Dario Ramacciotti
- Mamour Diagne

5 bàn thắng
- Mauricinho
- Rui Coimbra
- Boris Nikonorov
- Raoul Mendy

4 bàn thắng
- Ihar Bryshtsel
- Filipe
- Jesús Rolón
- Bê Martins
- Kirill Romanov
- Gastón Laduche

3 bàn thắng
- Diogo Catarino
- Francesco Corosiniti
- Takaaki Oba
- Emeka Ogbonna
- Carlos Carballo
- Pedro Morán
- Belchior
- Bruno Torres
- Aleksey Makarov
- Artur Paporotnyi
- Gervais Chan-Kat
- Patrick Tepa
- Ariihau Teriitau

2 bàn thắng
- Aleh Hapon
- Lucão
- Bruno Xavier
- Josep Junior Gentilin
- Masanori Okuyama
- Teruki Tabata
- Azeez Abu
- Sami Al-Bulushi
- Eid Al-Farsi
- Jalal Al-Sinani
- Édgar Barreto
- Andrei Novikov
- Dmitry Shishin
- Lansana Diassy
- Ninou Diatta
- Babacar Fall
- Mamadou Sylla
- Philipp Borer
- Glenn Hodel
- Mo Jaeggy
- Tearii Labaste
- Raimana Li Fung Kuee
- Heimanu Taiarui
- Alessandro Canale
- Jason Leopoldo
- Nick Perera
- Oscar Reyes
- Nicolás Bella
- Marcelo Capurro

1 bàn thắng
- Ivan Kanstantsinau
- Valery Makarevich
- Dzianis Samsonov
- Illia Savich
- Datinha
- Mão
- Rafinha
- Marcello Percia Montani
- Masayuki Komaki
- Naoya Matsuo
- Shusei Yamauchi
- Ramón Maldonado
- Érick Sámano
- José Vizcarra
- Egan-Osi Ekujumi
- Godspower Igudia
- Adams Taiwo
- Mushel Al-Araimi
- Khalid Al-Oraimi
- Nooh Al-Zadjali
- Luis Ojeda
- Carlos Ovelar
- Yoao Rolón
- André Lourenço
- Madjer
- Eliott Mounoud
- Jan Ostgen
- Alvin Tehau
- Mohamed Al-Jasmi
- Ahmed Beshr
- Waleed Beshr
- Ali Karim
- Ali Mohammad
- Hesham Muntaser
- Jason Santos
- Christopher Toth
- Guillermo Costa
- Andrés Laens
- Santiago Miranda

1 bàn phản lưới nhà
- Rui Coimbra (trong trận gặp Brasil)
- Lansana Diassy (trong trận gặp Bồ Đào Nha)
- Ibra Thioune (trong trận gặp Nga±)

Nguồn: FIFA

### Kiến tạo
Chỉ liệt kê những cầu thủ có nhiều pha kiến tạo.
7 kiến tạo
- Bê Martins
- Dario Ramacciotti

6 kiến tạo
- Simone Del Mestre
- Anton Shkarin

4 kiến tạo
- Yury Krasheninnikov
- Jordan Santos
- Ozu Moreira
- Al Seyni Ndiaye
- Sandro Spaccarotella

3 kiến tạo
- Teruki Tabata
- Takaaki Oba
- Azeez Abu
- Bruno Xavier
- Philipp Borer
- Aleksey Makarov
- Andrei Novikov
- Paolo Palmacci
- Shusei Yamauchi

2 kiến tạo
- Maksim Chuzhkov
- Jonathan Torohia
- Josep Junior Gentilin
- Younis Al Owaisi
- Noël Ott
- Andrés Laens
- Dmitry Shishin
- Belchior
- Heiarii Tavanae
- Illia Savich
- Jesús Rolón
- Luis Quinta
- Raimana Li Fung Kuee
- Christopher Toth
- Artur Paporotnyi
- Rafinha
- Antonio
- Bokinha
- Rodrigo
- Babacar Fall
- Francesco Corosiniti
- Emmanuele Zurlo
- Léo Martins

1 kiến tạo
- 44 cầu thủ

Nguồn: BSRussia

### Kỷ luật
Thống kê đội và trận đấu
| - Tổng số thẻ vàng: 83 - Số thẻ vàng trung bình mỗi trận: 2.59 - Tổng số thẻ đỏ: 7 - Số thẻ đỏ trung bình mỗi trận: 0.22 - Thẻ vàng đầu tiên: · Heimanu Taiarui trong trận đấu giữa Tahiti và Ý - Thẻ đỏ đầu tiên: · Heiarii Tavanae trong trận đấu giữa Tahiti và Ý - Số thẻ nhiều nhất (trận): 7 (6 thẻ vàng, 1 thẻ đỏ) · Paraguay v Thụy Sĩ - Số thẻ ít nhất (trận): 0 · Nhật Bản v Thụy Sĩ, · Belarus v UAE, · Nigeria v Oman, · Brasil v Nga - Nhiều thẻ vàng nhất (đội): 12 · Ý - Nhiều thẻ đỏ nhất (đội): 2 · Tahiti - Ít thẻ vàng nhất (đội): 1 · UAE | - Tổng số lỗi đã phạm phải: 389 - Số lỗi trung bình mắc phải trong mỗi trận đấu: 12.16 - Số lỗi nhiều nhất (đội, trung bình mỗi trận): 10 · Tahiti - Số lần phạm lỗi nhiều nhất (đội, trung bình mỗi trận): 10 · Paraguay - Số lỗi ít nhất (đội, trung bình mỗi trận): 1 · UAE - Số lần phạm lỗi ít nhất (đội, trung bình mỗi trận): 2 · Oman - Tổng số phạt đền: 24 (17 chuyển đổi, tỷ lệ 71%) - Số phạt đền trung bình mỗi trận đấu: 0.75 - Phạt đền nhiều nhất (đội): 4 · Brasil · Ý - Phạt đền ít nhất (đội): 0 · Belarus · Nhật Bản · Nigeria · Oman · Nga |

Thống kê cầu thủ
| - Thẻ đỏ : 1 · Artur Paporotnyi · Heiarii Tavanae · Jonathan Torohia · Victor Tale · Yoao Rolón · Ihar Bryshtel | - Nhiều thẻ vàng nhất : 3 · Aleksey Makarov · Alfioluca Chiavaro · Guillermo Costa - Thẻ vàng thứ hai : 1 · Angelo Tchen |

Nguồn: FIFA (đội tuyển), FIFA (cầu thủ), Phạt đền

### Bảng xếp hạng giải đấu
| VT | Bg | Đội          | Tr | T | T+ | TLL | B | BT | BB | BHS | Đ  | Chung cuộc          |
| -- | -- | ------------ | -- | - | -- | --- | - | -- | -- | --- | -- | ------------------- |
| 1  | D  | Bồ Đào Nha   | 6  | 4 | 0  | 1   | 1 | 33 | 20 | +13 | 13 | Vô địch             |
| 2  | B  | Ý            | 6  | 3 | 1  | 0   | 2 | 38 | 27 | +11 | 11 | Á quân              |
| 3  | C  | Nga          | 6  | 4 | 0  | 0   | 2 | 30 | 29 | +1  | 12 | Hạng ba             |
| 4  | A  | Nhật Bản     | 6  | 4 | 0  | 0   | 2 | 24 | 20 | +4  | 12 | Hạng tư             |
|    |    |              |    |   |    |     |   |    |    |     |    |                     |
| 5  | D  | Brasil       | 4  | 3 | 0  | 0   | 1 | 32 | 15 | +17 | 9  | Bị loại ở Tứ kết    |
| 6  | C  | Sénégal      | 4  | 2 | 0  | 0   | 2 | 19 | 15 | +4  | 6  | Bị loại ở Tứ kết    |
| 7  | B  | Uruguay      | 4  | 2 | 0  | 0   | 2 | 11 | 12 | −1  | 6  | Bị loại ở Tứ kết    |
| 8  | A  | Thụy Sĩ      | 4  | 1 | 1  | 0   | 2 | 22 | 22 | 0   | 5  | Bị loại ở Tứ kết    |
|    |    |              |    |   |    |     |   |    |    |     |    |                     |
| 9  | B  | Tahiti       | 3  | 2 | 0  | 0   | 1 | 16 | 17 | −1  | 6  | Bị loại ở Vòng bảng |
| 10 | A  | Paraguay (H) | 3  | 1 | 0  | 0   | 2 | 15 | 13 | +2  | 3  | Bị loại ở Vòng bảng |
| 11 | C  | Belarus      | 3  | 1 | 0  | 0   | 2 | 10 | 13 | −3  | 3  | Bị loại ở Vòng bảng |
| 12 | C  | UAE          | 3  | 1 | 0  | 0   | 2 | 6  | 9  | −3  | 3  | Bị loại ở Vòng bảng |
| 13 | D  | Oman         | 3  | 1 | 0  | 0   | 2 | 9  | 16 | −7  | 3  | Bị loại ở Vòng bảng |
| 14 | A  | Hoa Kỳ       | 3  | 0 | 0  | 0   | 3 | 10 | 17 | −7  | 0  | Bị loại ở Vòng bảng |
| 15 | B  | México       | 3  | 0 | 0  | 0   | 3 | 3  | 13 | −10 | 0  | Bị loại ở Vòng bảng |
| 16 | D  | Nigeria      | 3  | 0 | 0  | 0   | 3 | 8  | 28 | −20 | 0  | Bị loại ở Vòng bảng |

## Phương tiện truyền thông

### Bản quyền phát sóng
180 vùng lãnh thổ đã tham gia phát sóng các trận đấu của giải đấu.
Bảng sau đây tóm tắt thông tin về một số đơn vị đáng chú ý được cấp phép và tham gia phát sóng.
Các vùng lãnh thổ riêng lẻ được liệt kê cũng là một phần của thỏa thuận khu vực sẽ hiển thị các giấy phép phát sóng bổ sung tại các vùng lãnh thổ đó.
| Lãnh thổ                | Đơn vị được cấp phép phát sóng     | Tham khảo |
| ----------------------- | ---------------------------------- | --------- |
| Afghanistan             | ATN                                | [ 100 ]   |
| Albania                 | RTSH                               | [ 100 ]   |
| Argentina               | RTE SE                             | [ 100 ]   |
| Armenia                 | ARMTV                              | [ 100 ]   |
| Úc                      | Optus                              | [ 100 ]   |
| Áo                      | ORF                                | [ 100 ]   |
| Azerbaijan              | İTV                                | [ 100 ]   |
| Belarus                 | BTRC                               | [ 100 ]   |
| Bỉ                      | VRT, RTBF                          | [ 100 ]   |
| Brasil                  | Band                               | [ 100 ]   |
| Bulgaria                | BNT                                | [ 100 ]   |
| Canada                  | CTV, TSN, RDS                      | [ 100 ]   |
| Caribbean               | DirecTV Latin America              | [ 100 ]   |
| Trung Quốc              | CCTV                               | [ 100 ]   |
| Colombia                | RCN Televisión, Caracol Televisión | [ 100 ]   |
| Croatia                 | HRT                                | [ 100 ]   |
| Síp                     | CyBC                               | [ 100 ]   |
| Séc                     | Đài truyền hình Séc                | [ 100 ]   |
| Estonia                 | ERR                                | [ 100 ]   |
| Pháp (& Pháp hải ngoại) | Canal+                             | [ 100 ]   |
| Polynésie thuộc Pháp    | TNTV Tahiti                        | [ 100 ]   |
| Hy Lạp                  | ERT                                | [ 100 ]   |
| Hungary                 | MTVA                               | [ 100 ]   |
| Iceland                 | RÚV                                | [ 100 ]   |
| Tiểu lục địa Ấn Độ      | Sony Pictures Networks India       | [ 100 ]   |
| Ireland                 | RTÉ                                | [ 100 ]   |
| Israel                  | IPBC                               | [ 100 ]   |
| Ý                       | Sky Sport                          | [ 100 ]   |
| Nhật Bản                | Fuji Television, J Sports          | [ 100 ]   |

| Lãnh thổ                  | Đơn vị được cấp phép phát sóng            | Tham khảo |
| ------------------------- | ----------------------------------------- | --------- |
| Bắc Triều Tiên & Hàn Quốc | MBC, KBS                                  | [ 100 ]   |
| Kosovo                    | RTK                                       | [ 100 ]   |
| Latvia                    | LTV                                       | [ 100 ]   |
| Litva                     | LRT                                       | [ 100 ]   |
| Bắc Macedonia             | RTV                                       | [ 100 ]   |
| Malaysia & Brunei         | Astro                                     | [ 100 ]   |
| Malta                     | PBS                                       | [ 100 ]   |
| México                    | Televisa                                  | [ 100 ]   |
| Trung Đông và Bắc Phi     | BeIN Sports                               | [ 100 ]   |
| Hà Lan                    | NOS                                       | [ 100 ]   |
| New Zealand               | Sky Sports                                | [ 100 ]   |
| Panamá                    | TVN, RPC TV Canal 4                       | [ 100 ]   |
| Paraguay                  | TIGO Sports                               | [ 100 ]   |
| Ba Lan                    | Đài truyền hình Ba Lan                    | [ 100 ]   |
| Bồ Đào Nha                | RTP                                       | [ 100 ]   |
| România                   | TVR                                       | [ 100 ]   |
| Nga                       | 2Sport2                                   | [ 100 ]   |
| Sénégal                   | RTS                                       | [ 100 ]   |
| Serbia                    | РТС                                       | [ 100 ]   |
| Slovakia                  | RTVS                                      | [ 100 ]   |
| Slovenia                  | RTVSLO                                    | [ 100 ]   |
| Nam Mỹ                    | DirecTV Latin America                     | [ 100 ]   |
| Tây Ban Nha               | Mediapro                                  | [ 100 ]   |
| Châu Phi Hạ Sahara        | SuperSport                                | [ 100 ]   |
| Thụy Sĩ                   | SRG SSR                                   | [ 100 ]   |
| Thổ Nhĩ Kỳ                | TRT                                       | [ 100 ]   |
| Uruguay                   | Canal 10, Teledoce, Monte Carlo TV, ANTEL | [ 100 ]   |
| Hoa Kỳ                    | Fox Sports, Telemundo, Fútbol de Primera  | [ 100 ]   |
| Venezuela                 | Galaxy Entertainment                      | [ 100 ]   |

1. 1 2  Thỏa thuận giữa FIFA/DirecTV bao gồm quyền phát sóng tại 20 vùng lãnh thổ của vùng Caribe và 10 vùng lãnh thổ của Nam Mỹ
2. ↑  Thỏa thuận giữa FIFA/Sony bao gồm quyền phát sóng tại 7 vùng lãnh thổ ở Tiểu lục địa Ấn Độ
3. ↑  Thỏa thuận giữa FIFA/beIN Sports bao gồm quyền phát sóng tại 23 vùng lãnh thổ của Thế giới Ả Rập
4. ↑  Thỏa thuận giữa FIFA/SuperSport bao gồm quyền phát sóng ở 43 vùng lãnh thổ của Châu Phi Hạ Sahara

### Mạng xã hội
Tại buổi họp báo bế mạc vào ngày 30 tháng 11, người đứng đầu Giải đấu của FIFA, Jaime Yarza đã báo cáo rằng các bài đăng trên mạng xã hội đã tạo ra hơn 46 triệu lượt hiển thị, 1,7 triệu tương tác của người dùng và 14 triệu lượt xem video, lập kỷ lục mới về mức độ tương tác trên mạng xã hội của Giải vô địch bóng đá bãi biển thế giới, mà Yarza tuyên bố cho thấy sự phát triển liên tục của môn thể thao này.

#### Tác động kinh tế
Trước giải đấu, Hiệp hội bóng đá Paraguay (APF) ước tính giải đấu sẽ tạo ra 5 triệu đô la Mỹ cho nền kinh tế địa phương. Tác động kinh tế thực tế đã được báo cáo gấp ba lần số tiền này là 15 triệu đô la Mỹ tại cuộc họp báo bế mạc.

#### Số liệu khán giả
Mặc dù số liệu về lượng khán giả đang gặp khó khăn, Tổng thư ký APF Luis Kanonnikoff tuyên bố "chúng tôi rất vui mừng với số lượng người dân địa phương và người nước ngoài đến xem."